# Bernd Brunn
Bernd Brunn (* 14. März 1949 in Frankenthal/Pfalz) ist ein deutscher Jurist. Er war von 1995 bis 2010 Richter am Bundesverwaltungsgericht.

## Leben und Wirken
Brunn studierte Rechtswissenschaften in Mainz und nahm nach Abschluss seiner juristischen Ausbildung 1975 eine Tätigkeit als wissenschaftlicher Mitarbeiter an der Johannes Gutenberg-Universität Mainz auf. 1976 trat er in den Justizdienst des Landes Hessen ein und war beim Landgericht Darmstadt eingesetzt. 1977 wurde er von der Rechts- und Wirtschaftswissenschaftlichen Fakultät der Johannes Gutenberg-Universität Mainz zum Doktor der Rechte promoviert. Brunn wechselte 1977 in die Verwaltungsgerichtsbarkeit und war am Verwaltungsgericht Frankfurt am Main und Verwaltungsgericht Wiesbaden tätig. 1988 erfolgte seine Ernennung zum Richter am Bundespatentgericht. Von 1984 bis 1986 und von 1989 bis 1993 war er als Wissenschaftlicher Mitarbeiter an das Bundesverfassungsgericht abgeordnet. 1993 wurde er zum Vorsitzenden Richter am Verwaltungsgericht Frankfurt am Main ernannt. 
Im Mai 1995 erfolgte Brunns Ernennung zum Richter am Bundesverwaltungsgericht. Er gehörte zunächst dem u. a. für das Umweltschutzrecht und das Recht zur Regelung von Vermögensfragen zuständigen 7. Revisionssenat, von 1998 bis 2003 dem u. a. für das Lastenausgleichs- und Entschädigungsrecht, das Gesundheits-, Lebensmittel- und Landwirtschaftsrecht sowie das Verkehrs- und Subventionsrecht zuständigen 3. Revisionssenat an. Von September 2003 bis Mai 2006 war er an das Bundesministerium der Justiz abgeordnet. Anschließend war er dem u. a. für das Fürsorgerecht einschließlich des Asylbewerberleistungsrechts, das Vertriebenen-, das Schwerbehinderten-, Mutterschutz-, Jugendhilfe- und Jugendschutzrecht sowie das Staatsangehörigkeitsrecht zuständigen 5. Revisionssenat zugewiesen. Am 30. Juni 2010 trat Brunn in den Ruhestand.